# Fazakas Szabolcs
Fazakas István Szabolcs (Budapest, 1947. október 26. – 2020. március 31.) magyar politikus, miniszter (1996–1998), országgyűlési (2002–2004) és EP-képviselő (2004–2009), az Európai Számvevőszék tagja.

## Tanulmányai és családja
1966-ban vették fel a MKKE külkereskedelmi szakára, ahol 1971-ben szerzett diplomát, majd 1973-ban doktorált.
Angolul, németül és oroszul beszél. Nős, felesége közgazdász. Két fiúgyermekük van.

## Minisztériumi pályafutása
Diplomájának megszerzése után két évet dolgozott az egyetemen tanársegédként. Innen a Külkereskedelmi Minisztériumba került, mint német referens, majd bécsi kereskedelmi tanácsos, főosztályvezető-helyettese, majd a Kereskedelmi Minisztérium főosztályvezetője (itt az OECD-ügyekért volt felelős). 1989-ben miniszter-helyettessé nevezték ki, amelyet az Antall-kormány kinevezéséig viselt.
1995-ben került újra kormányzati pozícióba, az Ipari, Kereskedelmi és Idegenforgalmi Minisztérium közigazgatási államtitkára lett. 1996-ban, rövid egy hónapos bonni nagyköveti tevékenység után Horn Gyula kormányának ipari, kereskedelmi és idegenforgalmi minisztere volt. Ilyen minőségben az Országos Atomenergia Bizottság elnöke is. 1998-ig viselte tisztségét.

## Üzleti pályafutása
1990-től az osztrák állami ipar (Austrian Industries) magyarországi vezérképviselője volt egészen államtitkári kinevezéséig.
Ezután Daimler Chrysler autóvállalat képviselet-vezetője volt 1998–2002-ig. Utána több bank és cég igazgatótanácsi tagjaként vagy elnökeként is dolgozott.

## Parlamenti munkája
A 2002-es országgyűlési választáson az MSZP országos listájáról került be az Országgyűlésbe. Az Interparlamentáris Unió magyar nemzeti csoportjának elnökeként tevékenykedett. 2004-ben beválasztották az Európai Parlamentbe, melynek előtte megfigyelő tagja volt. Országgyűlési mandátumáról emiatt lemondott. Az EP-ben a pénzügyi ellenőrző bizottság elnöke volt 2006-ig, majd megválasztották a Parlament tanácsnokává.
A 2009. júniusi EP-választásokon az MSZP listáján a 6. helyen szerepelt, ám miután a pártnak csupán négy jelöltje jutott be, így a 2009–2014-es ciklusra kiszorult az Európai Parlamentből.

## Az Európai Számvevőszék tagjaként
2010. március 25-én az EP plenáris ülése kedvező véleményt adott az Európai Számvevőszék magyar tagjává történő kinevezéséről. A szavazás során az Európai Néppárt képviselői Fazakas ellen szavaztak, mivel kifogásolták, hogy eltitkolta titkosszogálati múltját a parlamentnek megküldött önéletrajzában és az illetékes parlamenti bizottság meghallgatásán.
A Parlament véleményét követően április 26-án a Tanács a 2010/246/EK határozattal kinevezte 6 évre, a 2016. május 6-áig szóló időszakra a Számvevőszék magyar tagjának, Halász Gejza helyére.

## Társadalmi tevékenysége
2000-ben a Magyarország Európában Alapítvány ügyvezető elnöke lett, valamint 2001 és 2004 között a Magyar Tenisz Szövetség általános alelnöke is volt. Haláláig a Magyar Közgazdasági Társaság Európai Uniós Szakosztályának elnöki tisztét töltötte be.

## Díjai, kitüntetései
- A Magyar Köztársasági Érdemrend középkeresztje a csillaggal (1998)